# Birgitta Lilliehöök
Birgit (Birgitta) Lilliehöök, under en tid Lilliehöök-Mjöen, född 30 juli 1899 i Göteborg, död 18 mars 1990, var en svensk tecknare, illustratör, författare och journalist. Hon är främst känd som skapare av serien Spara och Slösa som publicerades i Sparbankens tidning Lyckoslanten mellan åren 1926 och 1963.
Under sin journalistiska karriär skrev hon för bland annat Stockholms-Tidningen, Husmodern, Idun och Filmjournalen.

## Biografi

### Uppväxt
Birgitta Lilliehöök föddes 1899 i Göteborg. Fadern Johan Lilliehöök var bankdirektör och senare generalkonsul i Helsingfors och modern var författarinnan Greta Holmgren, även kallad Sago-Greta. Efter föräldrarnas skilsmässa 1905 återvände modern med parets tre barn till Majorna i Göteborg. År 1910 flyttade familjen till Lidingö där modern gifte om sig med konstvetaren Sixten Strömbom. Där kom Birgitta Lilliehöök att växa upp i en konstnärlig miljö med familjevänner som Carl Milles och Isaac Grünewald.
Birgitta Lilliehöök studerade på Wilhelmsons målarskola 1920 och fortsatte sedan sina konststudier i Köpenhamn, München och Paris.
År 1923 ställde hon ut sagoteckningar och serier på göteborsutställningen för barn, "Barnens Paradis". På utställningen befann sig Lyckoslantens första redaktör Torsten Palmquist som då upptäckte henne. Han frågade om hon kunde göra en serie om barn och sparsamhet och Spara och Slösa kom då till.
Birgitta Lilliehöök gifte sig 1930 med norske skådespelaren Fridtjof Mjöen och tog då namnet Mjöen. Paret bodde sju år i Norge och två år i Tyskland. Paret umgicks flitigt i dåtidens film- och skådespelarkretsar.
Makarna hade det svårt under andra världskriget, inte minst ekonomiskt, Birgitta Lilliehöök arbetade under den här tiden som frilans. Paret skilde sig någon gång vid krigets slut. Hon är begravd på Uppsala gamla kyrkogård.

## Journalistiskt arbete
Birgitta Liliehööks serie Spara och Slösa publicerades i det första numret av Lyckoslanten den 31 oktober 1926. Hon fortsatte att teckna och skriva serien för tidningen under nästan 40 år.
Hon skrev även för Stockholms-Tidningen där hon var anställd mellan åren 1924 och 1957. Därifrån är hon mest känd för sin kåseriserie Mary-Anne och jag som publicerades i tidningen varje söndag från maj 1929 till 1935.
Förutom för Stockholms-Tidningen skrev hon för Damernas värld, som tidigare hette Flitiga händer, samt Film-Journalen där hon bidrog med bland annat flera kåserier och intervjureportage med aktuella filmskådespelare i Sverige, Norge och Tyskland.
Birgitta skrev på svenska och på norska och har blivit publicerad i de norska tidningarna Alle kvinners blad och Morgenbladet.
Under 1950- och 1960-talen skrev och tecknade Liliehöök för Idun. Där publicerade hon varje vecka bland annat serierna Lilla gumman och Loppan. Loppan behandlade den då nya företeelsen ”tonåring”.

### Mary-Anne och jag
Kåseriserien publicerades varje söndag i Stockholmstidningen från 26 maj 1929 till 1935. År 1933 utkom en bok med samma titel, vilken innehöll ett urval av kåserierna. Birgitta Lilliehöök gjorde även små illustrationer till texterna då de publicerades i Stockholmstidningen.

## Tecknare/illustratör
Birgitta Lilliehöök var en duktig tecknare, hon illustrerade flera böcker för barn, bland annat åt sin mor Greta "Sago-Greta" Holmgren och såklart även sin egen barnbok Bulles Dagbok. Hennes mest kända tecknade serie var Spara och Slösa, men också den satiriska Lilla Gumman.
Birgitta ville inte kalla sig konstnär, med motiveringen "Jag har aldrig sålt något jag gjort i olja", men trots det finns några avsnitt av Spara och Slösa på Nationalmuseum, som de köpte efter en serieutställning.

### Spara och Slösa
År 1923 ställde Birgittia Lilliehöök ut sina teckningar på Barnens Paradis, en del av Jubileumsutställningen i Göteborg. Folkskolläraren Torsten Palmquist, senare Lyckoslantens första redaktör, såg teckningarna och beställde en serie av henne som skulle handla om barn och sparsamhet. Birgitta hittade på konceptet med Spara och Slösa, två flickor som var varandras motsatser när det kom till sparsamhet.
Birgitta skrev och ritade serien från det första numret av Lyckoslanten som kom ut den 31 oktober 1926 till 1964 då den lades ner. Anledningen var att den präktiga Spara hade blivit omodern.

### Lilla Gumman
Birgitta Lilliehöök ritade under 50- och 60-talet serien för veckotidningen Idun. Serieteckningarna innehöll igenkänningshumor för hemmafruar i form av huvudkaraktärens kommentarer om hushållning, skönhet och maken Klodvig:
”Om jag så bara ber honom röra i sylten, kan jag ge mig på att han rör åt fel håll”
”Tackar som frågar. Jag lever och Klodvig frodas.”

## Författarskap
Birgitta Lilliehöök har skrivit, en roman (Det Våras), en barnbok (Bulles dagbok) och givit ut två samlingar med material i bokform, kåseriserien Mary-Ann och jag och den tecknade serien Spara och Slösa.

### Det våras
Det våras, Birgittas första och enda roman för vuxna, kom ut 1946. Skrivandet var ett sätt att hålla modet uppe under de svåra tiderna under andra världskriget, då hon bland annat hamnade på sjukhus på grund av undernäring och hennes äktenskap höll på att brista.
I boken får vi följa skådespelerskan Elna Bering och hennes dotter Anna-Maria. Mamman slits mellan kärleken till dotterna och sin kanske sista älskare, medan dottern försöker hitta sin plats bland statister och mammans älskare.
Boken fick generellt goda recensioner, och beröm bland annat för sina originella miljöer och karaktärer.